# Oggetti non stellari nella costellazione dell'Orsa Maggiore
Principali oggetti non stellari presenti nella costellazione dell'Orsa Maggiore.

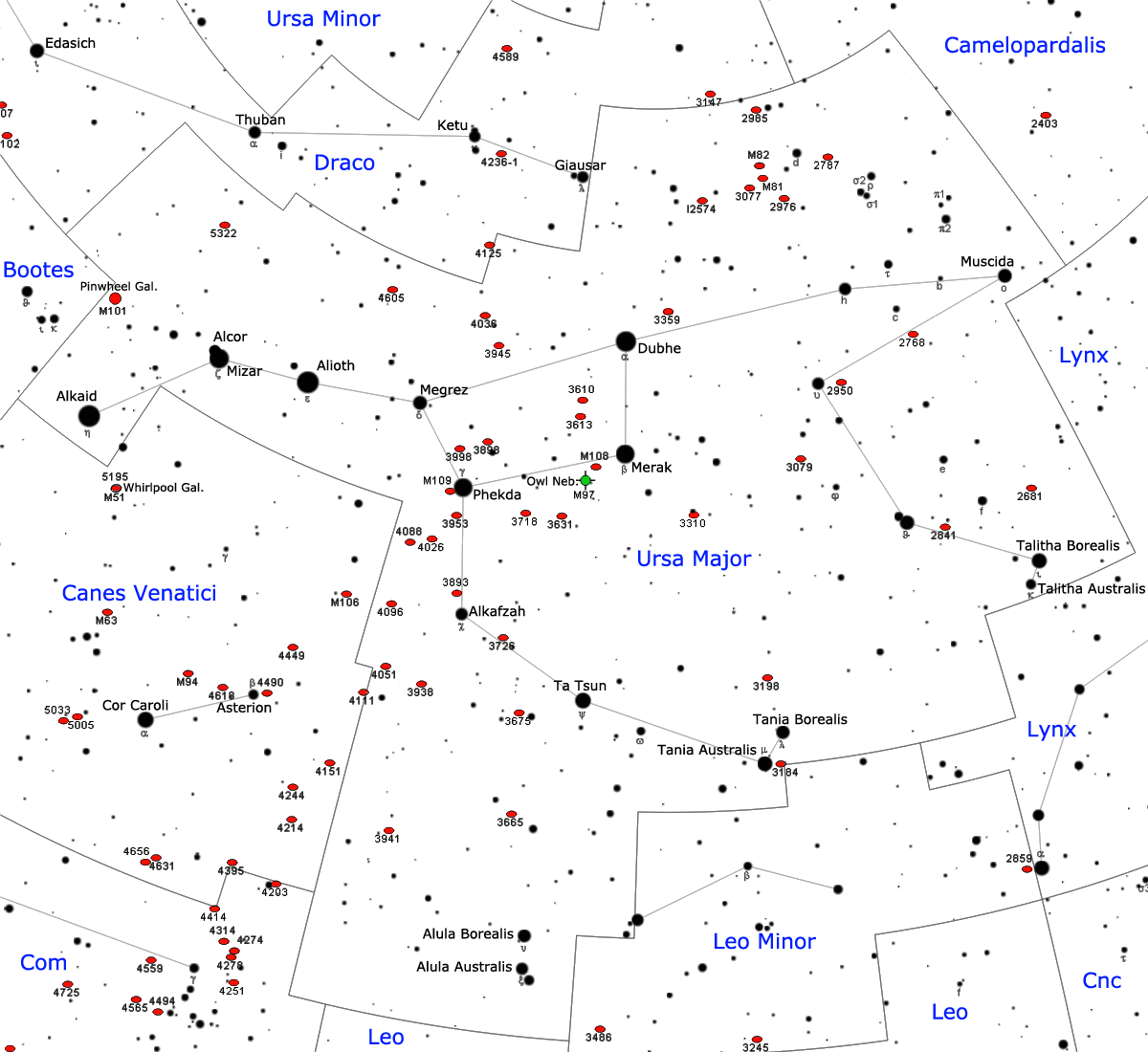
Mappa della costellazione dell'Orsa Maggiore.

## Ammassi globulari
- Palomar 4
- Willman 1

## Associazioni stellari
- Associazione dell'Orsa Maggiore
- M40

## Nebulose planetarie
- Nebulosa Civetta

## Nebulose diffuse
- Integrated Flux Nebulae

## Galassie
- I Zwicky 18
- Arp 104 (coppia di galassie)
- Arp 148 (noto anche come Oggetto di Mayall)
- Galassia Nana Ursa Major I
- Galassia Nana Ursa Major II
- IC 2574
- M81
- M82
- M101
- GN-108036
- GN-z11
- IRAS F11119+3257
- Kiso 5639
- M108
- M109
- NGC 2600
- NGC 2602
- NGC 2603
- NGC 2605
- NGC 2606
- NGC 2614
- NGC 2629
- NGC 2639
- NGC 2641
- NGC 2650
- NGC 2654
- NGC 2656
- NGC 2681
- NGC 2768
- NGC 2787
- NGC 2841
- NGC 2976
- NGC 3077
- NGC 3184
- NGC 3198
- NGC 3310
- NGC 3550
- NGC 3583
- NGC 3631
- NGC 3675
- NGC 3690
- NGC 3726
- NGC 3893
- NGC 3921
- NGC 3938
- NGC 3941
- NGC 3949
- NGC 3953
- NGC 3982
- NGC 4013
- NGC 4051
- NGC 4088
- NGC 4605
- NGC 5308
- NGC 5322
- NGC 5474
- SDSS J103842.59+484917.7
- SDSS J111415.42+481934.2
- SDSS J112659.54+294442.8
- SDSS J134646.18+605911.9
- UGC 4459
- UGC 4879
- UGC 5497
- UGC 5692
- UGC 6945 (trio di galassie)
- UGC 8335 (galassia doppia)
- Z8 GND 5296

## Ammassi di galassie
- Abell 665
- Abell 851
- Abell 1185
- Abell 1423
- Ammasso dell'Orsa Maggiore
- ClG J0958+4702
- Gruppo di M81
- Gruppo di M101
- Gruppo di M109
- SpARCS1049+56
- Superammasso del Dragone-Orsa Maggiore
- Superammasso dell'Orsa Maggiore
- Superammasso Super-CLASS

## Gruppi di galassie
- Gruppo di NGC 2768
- Gruppo di NGC 2841
- Gruppo di NGC 4051
- Gruppo di NGC 5322
- Gruppo di IC 520
- Gruppo di UGC 4593

## Blazar
- Markarian 421